# Thiện Mỹ, Trà Ôn
Thiện Mỹ là một xã cũ thuộc huyện Trà Ôn, tỉnh Vĩnh Long, Việt Nam.

## Địa lý
Xã Thiện Mỹ có diện tích 22,28 km², dân số năm 2022 là 14.547 người, mật độ dân số đạt 652 người/km².

## Hành chính
Xã Thiện Mỹ được chia thành 9 ấp: Cây Điệp, Đục Dong, Giồng Thanh Bạch, Mỹ Hòa, Mỹ Hưng, Mỹ Lợi, Mỹ Phó, Mỹ Trung, Tích Khánh.

## Lịch sử
Tính đến ngày 31 tháng 12 năm 2022, xã Thiện Mỹ có 22,28 km² diện tích tự nhiên và quy mô dân số là 14.547 người.
Ngày 28 tháng 9 năm 2024, Ủy ban Thường vụ Quốc hội ban hành Nghị quyết số 1203/NQ-UBTVQH15 về việc sắp xếp đơn vị hành chính cấp xã của tỉnh Vĩnh Long giai đoạn 2023 – 2025 (nghị quyết có hiệu lực từ ngày 1 tháng 11 năm 2024). Theo đó, sáp nhập toàn bộ 22,28 km² diện tích tự nhiên và quy mô dân số là 14.547 người của xã Thiện Mỹ vào thị trấn Trà Ôn.